# Suore catechiste di Nostra Signora di Lourdes
Le Suore Catechiste di Nostra Signora di Lourdes (in spagnolo Hermanas Catequistas de Nuestra Señora de Lourdes; sigla H.C.L.) sono un istituto religioso femminile di diritto pontificio.

## Storia

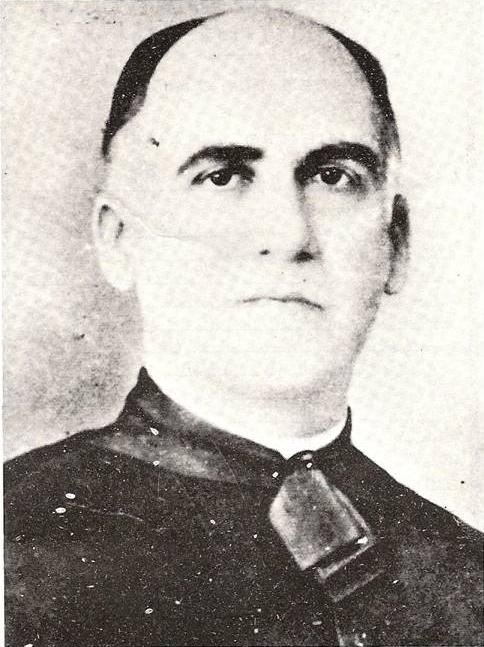
José Manuel Jiménez Gómez, fondatore dell'istituto

La congregazione fu fondata il 4 aprile 1909 a Villa de Cura, nello stato venezuelano di Aragua, dal sacerdote José Manuel Jiménez Gómez, parroco del luogo, insieme con Rosa Irigoyen, in religione madre Enrichetta di Lourdes.
Felipe Rincón González, arcivescovo di Caracas, eresse canonicamente l'istituto il 6 gennaio 1929 e ne approvò le costituzioni il 15 aprile 1944.

## Attività e diffusione
Le suore seguono la regola di sant'Agostino e si dedicano all'istruzione e all'educazione della gioventù e all'assistenza ai malati.
La sede generalizia è a Caracas.
Alla fine del 2015 l'istituto contava 39 religiose in 14 case.